# 派对游戏 (BDSM)
BDSM中的派对游戏（英语：Play party）是指具有相同BDSM爱好的一群人进行派对的社交活动。组织者通常会提供一定的主房间，可以进行饮酒和社交活动，在这里也会有一些固定设备以便参与者可以被束缚，而观众通常会带来自己的鞭子，手杖，束缚工具等。此外组织者也会提供小房间以便志趣相投的观众可以从主区域进入更适合进行“游戏”或激起性欲的区域。